# ナリジクス酸
ナリジクス酸（ナリジクスさん、Nalidixic acid）とは、1962年にウィンスロップ・ラボラトリー社により開発（化学合成）された抗菌剤の一種である。日本では第一製薬によりウイントマイロンという商品名で販売された（現在は第一三共製造販売ののちに販売中止」）。
社名（ウインスロップ社、Winthrop）由来の前半と、抗生物質と区別するために後半をマイシン（mycin）ではなくマイロン（mylon）として、ウイントマイロン（WINTO＋MYLON）と命名された。
この化合物は最初に発見されたキノロン系抗菌剤であり、第一世代キノロンに分類されている。ナリジキシン酸（ナリジキシンさん）とも呼ばれる。主にグラム陰性菌に対して効果を発揮するが、のちにレボフロキサシンをはじめとする、グラム陽性菌にも効果を発揮するニューキノロンと呼ばれる抗菌薬群も開発された。

## 活性
ナリジクス酸は他の多くのキノロン系抗菌剤と同じように、DNAジャイレースを阻害することによって効果を発揮する。DNAジャイレースが阻害されると、染色体中のDNAは正常な二重らせん構造を取れず、DNAの複製と転写が阻害される。その結果、細菌はタンパク質を合成できなくなり、死に至る。
しかし、細菌がナリジクス酸に対する耐性を獲得するスピードが早かったため、現在ではやや時代遅れの薬剤である。アメリカでは、他に毒性が低く抗菌作用の高いニューキノロン系薬剤があるという理由から、すでに臨床利用されていないが、日本でも2017年11月末をもって販売中止となった。

## 主な用途
- 尿路感染症に対する治療薬として用いられる。
- グラム陽性菌のみを選択培養する時にも有効である。

## 効能・効果
(以下は販売されていた当時の適応症。現在は販売されていない。)
- 適応菌種
  - 本剤に感性の淋菌，大腸菌，赤痢菌，サルモネラ属（チフス菌，パラチフス菌を除く），肺炎桿菌，プロテウス属，腸炎ビブリオ
- 適応症
  - 膀胱炎，腎盂腎炎，前立腺炎（急性症，慢性症），淋菌感染症，感染性腸炎

## 副作用
- 重篤な副作用がおこることはあまりない。
- 約5%の患者に消化管副作用（悪心、嘔吐、食欲不振など）が起こる。
- 5%未満の患者に中枢神経系副作用（軽度の頭痛、睡眠障害、めまいなど）が起こる。
- 中枢神経系障害のある患者に用いてはならない。